# Wilson Bombarda
Wilson Bombarda, né le 7 octobre 1930, à Lins, au Brésil, est un ancien joueur brésilien de basket-ball. 

## Palmarès
- Finaliste du championnat du monde 1954
- 3e des Jeux panaméricains de 1955 et 1959